# Javier Vallhonrat
Javier Vallhonrat Guezzi, (Madrid, 1953) es un fotógrafo español.

## Biografía
Nace en Madrid en 1953. Finaliza los estudios la licenciatura de Bellas Artes en 1984. En 1995 recibe el Premio Nacional de Fotografía otorgado por el Ministerio de Cultura de España. Desde 1997 es profesor en la Facultad de Bellas Artes de Cuenca, aunque reside en Madrid.

## Trayectoria artística
Ha ido incorporando el video a sus obras que inicialmente empleaban el medio fotográfico exclusivamente. 
Ha realizado exposiciones en:
- Aele Gallery, Madrid, 1983
- II Diaframma Gallery, Milán, 1985
- Círculo de Bellas Artes, Madrid, 1985
- Galería Buades, Madrid, 1986
- Galería Visor, Valencia, 1986
- Porin Taidemuseo, Porin, Finlandia, 1986
- Museo Nacional de Bellas Artes, Caracas, 1986
- Les Somnambules Gallery, Toulouse, 1987
- Van melle Gallery, París, 1988
- Fotobienal, Vigo, 1988
- Abbaye de Montmajour, Arlés, 1989
- Galería Forum, Tarragona, 1989, 1992
- Parco Photographers Gallery, Tokio, 1990.
- Galería Juana Mordó, Madrid, 1990, 1993, 1994
- Museo de Arte Moderno, Huelva, 1990
- Bienal Internacional de Fotografía, Tenerife, 1991
- L.A. Galerie, Fráncfort del Meno, 1991, 2000, 2001
- Centro de Arte "La Recova", Tenerife, 1992
- Hamilton's Gallery, Londres, 1992, 1994, 1995, 1997
- "Art Fair", Hamiltons Gallery, Basilea, 1993, 1994
- Prinz Gallery, Kioto, 1993
- Galería Spectrum, Zaragoza, 1993
- Espacio Caja de Burgos, Burgos, 1993
- Antigua Escuela de Artes y Oficios, Valencia, 1993
- Museo Nacional Centro de Arte Reina Sofía, Madrid, 1996[2]
- Museo Santa Mónica, Barcelona, 1996
- Galería Helga de Alvear, Madrid, 1996, 1999, 2003
- Gilbert Brownstone Gallery, París, 1997
- ARCO, Madrid, 1983, 1994, 1995, 1996, 1999, 2001, 2003
- “Obras, 1996-2001” Sala Amós Salvador, Cultural Rioja, Logroño, 2001
- Galerie Emmanuel Perrotin, París, 2002
- Centre national de la photographie, París, 2003
- Fundación Telefónica, Madrid, 2004[3][4]
- Centro Nacional de Arte y Cultura Georges Pompidou, París, 2006
- "Ciclo de la Maladeta", Centro de Arte y Naturaleza, Huesca, 2024[5]

Sus obras se encuentran en diversas colecciones de arte públicas y privadas, además ha publicado diversos libros:
- VALLHONRAT, J.: "Animal Vegetal", Abril y Buades Editor, Madrid, 1986
- VALLHONRAT, J.: "El Espacio Poseído", Gina Kehayoff, Múnich, 1992
- VALLHONRAT, J.: "Autogramas", Gina Kehayoff, Múnich, 1993
- VALLHONRAT, J.: "Cajas", Editorial Mestizo, Murcia, 1996 ISBN 84-89356-06-8
- VALLHONRAT, J.: "Trabajos Fotográficos, 1991-1996", Editorial Lunwerg, Madrid, 1997
- VALLHONRAT, J.: Colección Biblioteca de Fotógrafos Madrileños, Nr.10, PHotoBolsillo, Madrid, 1999
- VALLHONRAT, J.: "Javier Vallhonrat: la fotografía como reflexión", T.F. editores, Alcobendas, 1999 ISBN 84-95183-25-0
- VALLHONRAT, J.: "Obras 1996-2001", Sala Amós Salvador. Cultural Rioja. T.S. Editores, Logroño 2001
- VALLHONRAT, J.: "Lugar", Ayuntamiento de Tarragona, 2002, ISBN 84-932421-1-X
- VALLHONRAT, J.: "Javier Vallhonrat habla con Santiago Olmo", Ed. La Fábrica, Madrid, 2003 ISBN 84-95471-71-X
- VALLHONRAT, J.: "ETH", Centro de arte de Salamanca, 2003, ISBN 84-95719-46-0
- VALLHONRAT, J.: "Casa de humo", Fundación Telefónica, Madrid, 2004 ISBN 84-89884-50-1
- VALLHONRAT, J.: "Javier Vallhonrat", Bom Publishers, Barcelona, 2006 ISBN 84-934879-0-2

## Premios
- 1995. Premio Nacional de Fotografía otorgado por el Ministerio de Educación y Ciencia español.